# Jujubinus rubioi
Jujubinus rubioi is een slakkensoort uit de familie van de Trochidae. De wetenschappelijke naam van de soort is voor het eerst geldig gepubliceerd in 2001 door Rolán & Templado.